# 约纳斯·雅各布松
约纳斯·雅各布松（瑞典語：Jonas Jacobsson，1965年6月22日—），瑞典男子射击运动员。他曾代表瑞典参加1980年、1984年、1988年、1992年、1996年、2000年、2004年、2008年和2012年夏季残疾人奥林匹克运动会射击比赛，获得十七枚金牌、四枚银牌和九枚铜牌。